# (27711) Kirschvink
(27711) Kirschvink est un astéroïde de la ceinture principale.

## Description
(27711) Kirschvink est un astéroïde de la ceinture principale. Il fut découvert le 4 novembre 1988 à l'Observatoire Palomar par Carolyn S. Shoemaker et Eugene M. Shoemaker. Il présente une orbite caractérisée par un demi-grand axe de 2,29 UA, une excentricité de 0,24 et une inclinaison de 23,5° par rapport à l'écliptique.

## Compléments